# محطة توليد كهرباء العقبة الحرارية
المحطة الحرارية في العقبة أو محطة توليد كهرباء العقبة الحرارية هي أكبر محطة توليد كهرباء في الأردن. تقع في جنوب المملكة بالقرب من مدينة العقبة الساحلية، وتحديدًا في مركز المنطقة الصناعية، حيث تبعد عن العقبة حوالي 22 كم جنوبًا، وعلى بعد 1 كم من البحر الأحمر، وعلى ارتفاع يبلغ 35 مترًا فوق سطح البحر.
تتألف محطة توليد كهرباء العقبة الحرارية من 5 وحدات توليد بخارية بقدرة 130 ميجاواط لكل منها ووحدتيي توليد مائيتين بقدرة اجمالية 6 ميجاواط.
تم تأسيس المحطة في عام 1986 كمحطة تعمل بزيت الوقود. وبعد أن تم إنجاز خط الغاز العربي المشترك مع مصر وكل من سوريا ولبنان، تم تحويل الوقود إلى الغاز الطبيعي. تقوم شركة توليد الكهرباء المركزية الأردنية بتشغيلها منذ 2010.

## وصلات خارجية
- الصفحة الرسمية لمحطة العقبة الحرارية